# Wasserturm Wesel

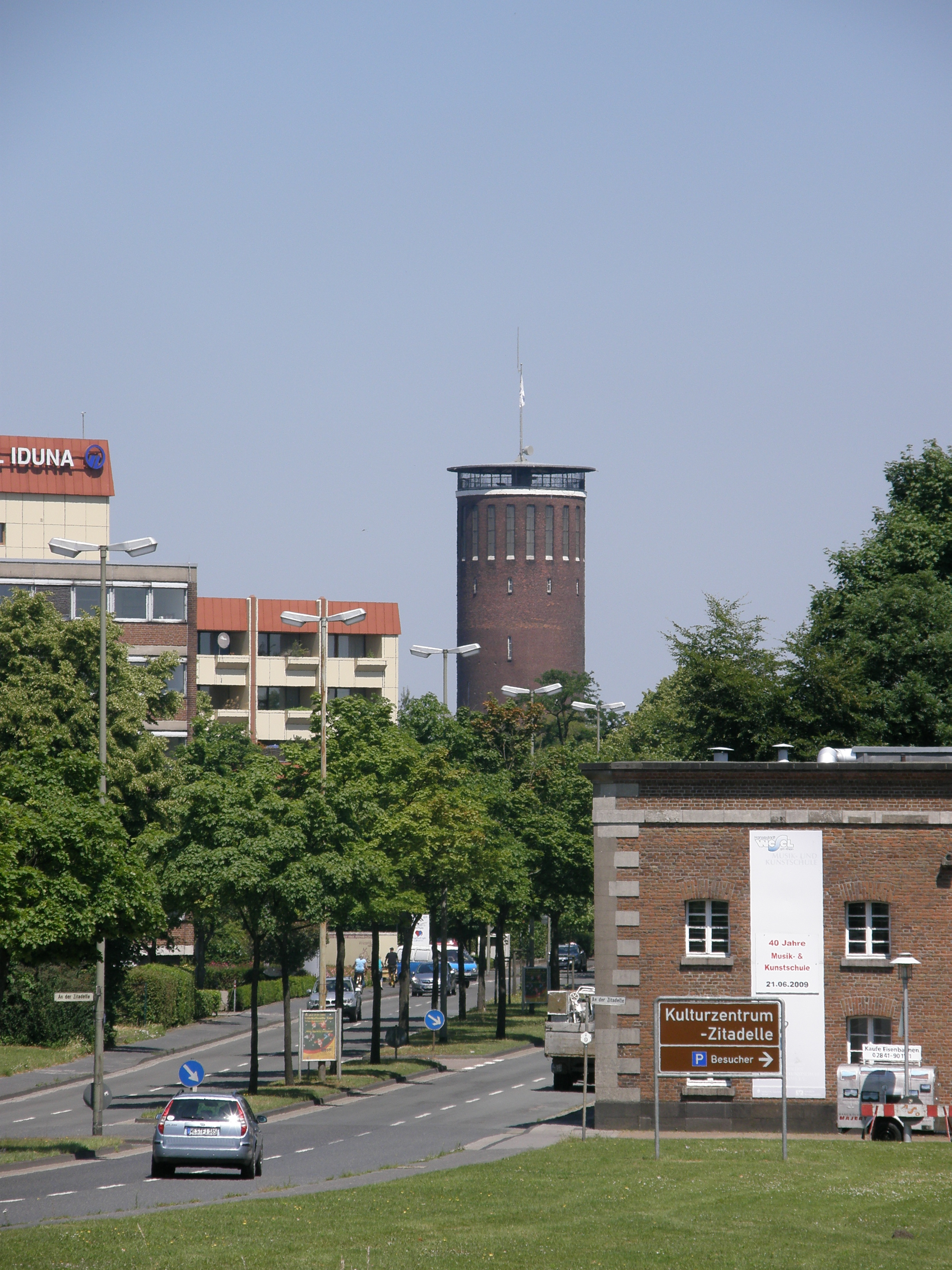
Schlichtes Erscheinungsbild 2009 des Wasserturms

Der Wasserturm Wesel war von 1886 bis 1979 Bestandteil der Trinkwasserversorgung der Weseler Bevölkerung. Er wurde ursprünglich von dem Bauingenieur Otto Intze nach dem Intze-Prinzip konstruiert und 1923/24 auf einmalige Art und Weise umgebaut. 1945 zerstört und anschließend wieder aufgebaut ist er heute ein technisches Baudenkmal und dient seit 1991 als Raum für Wechselausstellungen.
In den Lippewiesen befanden sich Brunnen, das dort gewonnene Uferfiltrat der Lippe wurde durch die zunächst dampf- und später elektrobetriebene Kolbenpumpen des Alten Wasserwerkes angesaugt und zum Wasserturm gedrückt. Dieser diente zur Speicherung und sorgte für den nötigen und gleichmäßigen Druck im Leitungsnetz. Zusammen mit dem Alten Wasserwerk wurde er 1886 in Betrieb genommen. Mit seiner konischen Form, den 40 Meter Höhe und einem maximalen Durchmesser von 13 Metern war er ein dominierendes Bauwerk in der Stadt. Der eigentliche Stützbodenbehälter aus Eisen fasste 600 Kubikmeter.
Im besonders trockenen Sommer 1911 und einigen Folgejahren reichte das Speichervermögen des Wasserturmes nicht mehr aus. Planung und Vorarbeiten zum Bau eines zweiten Wasserturmes wurden angegangen, aber bevor der Bau gestartet werden konnte, begann der Erste Weltkrieg. Aus finanziellen Gründen änderte man daher die Pläne und baute 1923/24 den zweiten 360 Kubikmeter großen Wasserbehälter unten in den vorhandenen Wasserturm ein. 1933/34 wurde das Mauerwerk durch eine zusätzliche, jetzt zylindrische Ummauerung stabilisiert. Der Turm hatte einen reich verzierten Kopf mit Zinnen.
1945 wurde die Stadt Wesel am Ende des Zweiten Weltkrieges durch ein Flächenbombardement der Alliierten und die anschließende Feuersbrunst fast vollständig zerstört, von dem Wasserturm blieb nur ein Stumpf stehen. 1947 konnte zunächst der untere Behälter mit jetzt 400 Kubikmetern Inhalt aufgebaut werden, 1951 wurde der obere Behälter wieder nach dem Intze-Prinzip erneuert. Die wieder zylindrische Ummantelung war jetzt schmucklos mit schlanken Fenstern und einem nur leicht geneigten Dach.
1987 wurde der Stadtwerke Wasserturm zum technischen Denkmal erklärt. Seit 1991 wird er für Wechselausstellungen unter dem Motto „Kunst im Turm“ genutzt. Besichtigungen sind nach telefonischer Vereinbarung möglich, Tage der offenen Tür sind regelmäßig bei städtischen Festen, wie z. B. dem PPP-Stadtfest und dem Hansefest. Seit Mitte 2023 ist der Stadtwerke Wasserturm Heimat des Vereins Kunst im Turm Wesel. Dieser koordiniert ehrenamtlich die Wechselausstellungen, unterstützt die Künstlerinnen/Künstler und bietet Öffnungszeiten an.

## Nutzung
Der Verein Kunst im Turm Wesel hat sich nach Rücksprache mit dem Eigentümer Stadtwerke Wesel GmbH, im November 2023 für die Kulturförderung „Dritte Orte“ des Ministeriums für Kultur und Wissenschaft des Landes Nordrhein-Westfalen (MKW-NRW) erfolgreich beworben. Die Förderung richtet sich an Häuser für Kultur und Begegnung im ländlichen Raum. Die einjährige Konzeptphase begann am 1. April 2024, Im Jahr 2025 wurde der Stadtwerke Wasserturm Wesel im Rahmen des Landesförderprojekts Dritte Orte – Häuser für Kultur und Begegnung im ländlichen Raum als eines von 21 Projekten der zweiten Fördergeneration in die dreijährige Umsetzungsphase aufgenommen. Der Förderzeitraum erstreckt sich von August 2025 bis Juli 2028, in dem der Betrieb mit 450.000 Euro unterstützt wird. Träger ist der Verein Kunst im Turm Wesel e. V., der nach der erfolgreichen Konzeptphase die Aufnahme in die Umsetzungsphase erreichte.
Der Stadtwerke Wasserturm Wesel gehört zur Route der Industriekultur.